# Luther (serie televisiva)
Luther è una serie televisiva britannica ideata e scritta da Neil Cross con Idris Elba e Ruth Wilson come protagonisti, è composta da venti episodi andati in onda per cinque stagioni su BBC One tra il 2010 e il 2019.
In Italia, la serie ha debuttato in prima visione a pagamento il 6 gennaio 2011 su Fox Crime, e in chiaro il 24 maggio 2014 su Rai 2; la quarta stagione è stata distribuita su Netflix il 31 marzo 2016.

## Trama
John Luther è un ispettore della omicidi di Londra di grande talento, la cui mente brillante non sempre riesce a proteggerlo dalla forza delle sue passioni.

## Episodi
| Stagione         | Episodi | Prima TV UK | Prima TV Italia |
| ---------------- | ------- | ----------- | --------------- |
| Prima stagione   | 6       | 2010        | 2011            |
| Seconda stagione | 4       | 2011        | 2011-2012       |
| Terza stagione   | 4       | 2013        | 2014            |
| Quarta stagione  | 2       | 2015        | 2016            |
| Quinta stagione  | 4       | 2019        | 2019            |

## Personaggi e interpreti
- John Luther (stagioni 1-5), interpretato da Idris Elba, doppiato da Roberto Draghetti.
È un detective, ispettore capo, presso la SCU (Serious Crime Unit) di Londra. Dopo aver affrontato un'indagine interna e la temporanea sospensione, perché sospettato della quasi uccisione di un killer di bambini, Henry Madsen, il suo matrimonio entra in crisi e la sua vita, aggravata dai timori e dai sensi di colpa connessi a quanto compiuto ai danni di Madsen che è ricoverato in coma in un ospedale, comincia a ruotare esclusivamente attorno al lavoro. Tratti caratteristici della sua personalità sono intuitività, profondità di pensiero e brillanti capacità investigative, ma anche impulsività ed irascibilità: un connubio che ostacolerà più volte la sua carriera e complicherà la sua vita personale.
- Alice Morgan (stagioni 1-3,5), interpretata da Ruth Wilson, doppiata da Chiara Colizzi.
È una ricercatrice di astronomia che ha assassinato i suoi genitori, un omicidio realizzato in un modo talmente accorto che neanche Luther, pur essendo certo della sua colpevolezza, è in grado di incastrarla. Il suo narcisismo la porta a rivendicare, senza compromettersi troppo, il merito dell'uccisione e ad interessarsi a Luther, la prima persona con cui Alice percepisce finalmente un'affinità e una vicinanza emotiva. La reciproca fascinazione e alcune circostanze condurranno i due ad instaurare un ambiguo e controverso legame di amicizia.
- Ian Reed (stagione 1), interpretato da Steven Mackintosh, doppiato da Oreste Baldini.
È un ispettore capo, miglior amico di Luther. Ian si mette in affari con alcuni criminali per trarne parte del profitto, infine uccide Zoe, di conseguenza Luther gli dà la caccia e cerca di arrestarlo, ma Ian muore ucciso da Alice.
- Zoe Luther (stagione 1), interpretata da Indira Varma, doppiata da Francesca Fiorentini.
È la moglie di Luther, finisce per lasciarlo dopo la crisi esistenziale di lui a seguito del processo e, per ritrovare la felicità, inizia una storia con Mark. Viene uccisa da Ian.
- Rose Teller (stagione 1), interpretata da Saskia Reeves, doppiata da Emanuela Rossi.
È il soprintendente capo di Luther. Nonostante le accuse rivolte al suo detective, è l'unica che lo sostiene incondizionatamente pur affrontando i problemi relativi al suo temperamento.
- Justin Ripley (stagioni 1-3), interpretato da Warren Brown, doppiato da Francesco Pezzulli.
È un giovane poliziotto, nuova spalla di Luther. Il giovane è impaziente ed entusiasta all'idea di lavorare con un genio come Luther, non pensando a tutto ciò che a questo consegue. Lui e Luther col tempo stringono un forte rapporto di amicizia, infatti John si affezionerà molto a lui. Viene ucciso con un colpo di fucile dal criminale Tom Marwood.
- Mark North (stagioni 1-2,5), interpretato da Paul McGann, doppiato da Massimo Lodolo.
È un avvocato dei diritti umani caratterialmente opposto a Luther. Innamorandosi di Zoe, inizia una storia con lei sviluppando una sorta di odio nei confronti del detective pensando di poter dare stabilità e felicità alla sua compagna a differenza di quanto fatto in passato da Luther.
- Martin Schenk (stagioni 1-5), interpretato da Dermot Crowley, doppiato da Oliviero Dinelli.
È un detective ispettore capo che lavora per i reclami della polizia ed è molto temuto dai colleghi a causa del suo carattere. È altamente intuitivo, appare come una persona priva di pretese che, grazie al suo lavoro, vuole far uscire allo scoperto i funzionari corrotti, aspirando anche ad una collaborazione con Luther.
Appare nella serie dalla terza puntata.
- George Stark (stagione 3), interpretato da David O'Hara, doppiato da Francesco Prando.
È un agente degli affari interni che indaga su Luther, sperando di arrestarlo in quanto non è convinto delle sue capacità come poliziotto. Non si fa scrupoli a usare gli altri, e a mettere le persone vicine a Luther contro di lui. Viene ucciso dal criminale Tom Marwood.

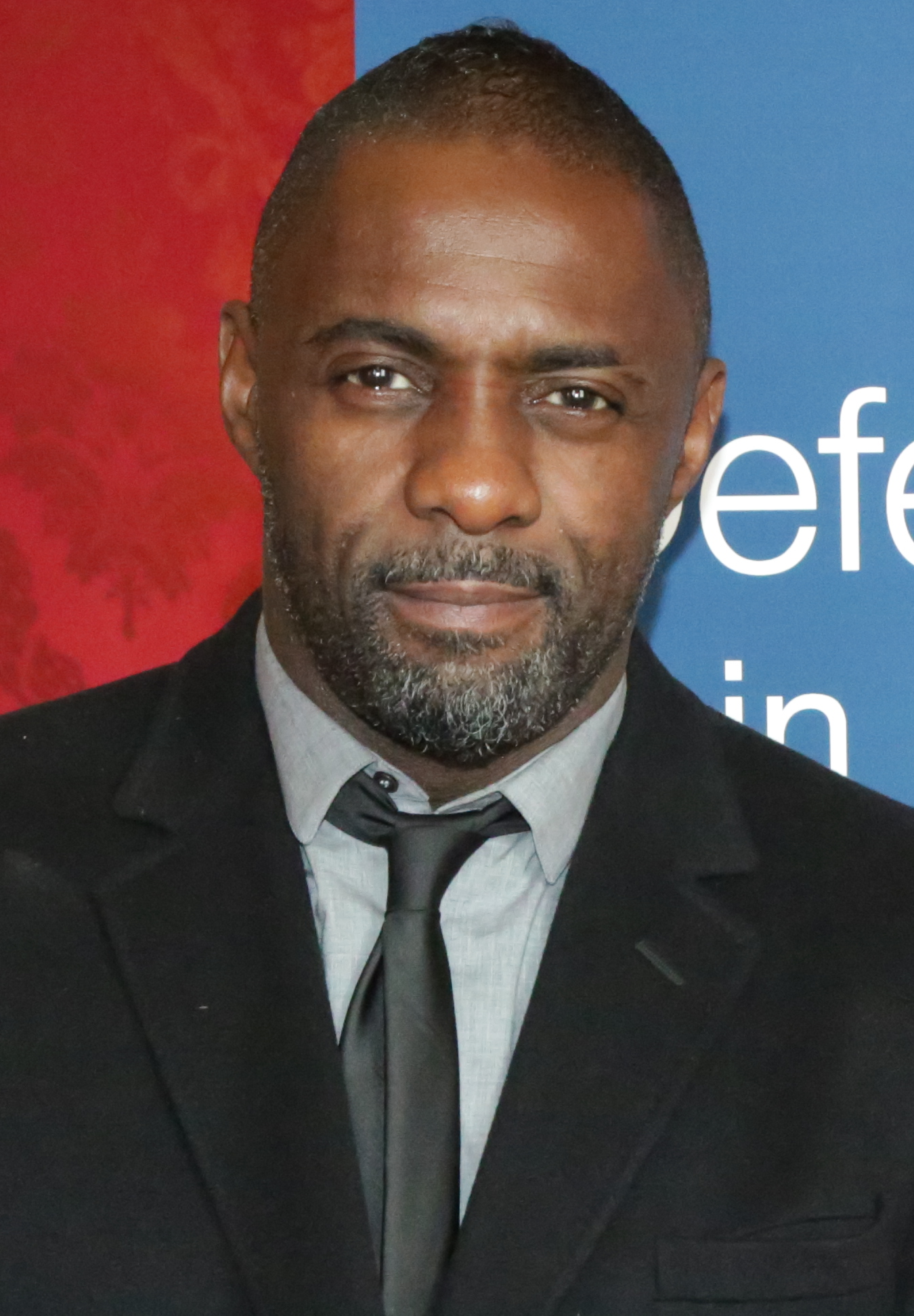
Idris Elba interpreta John Luther
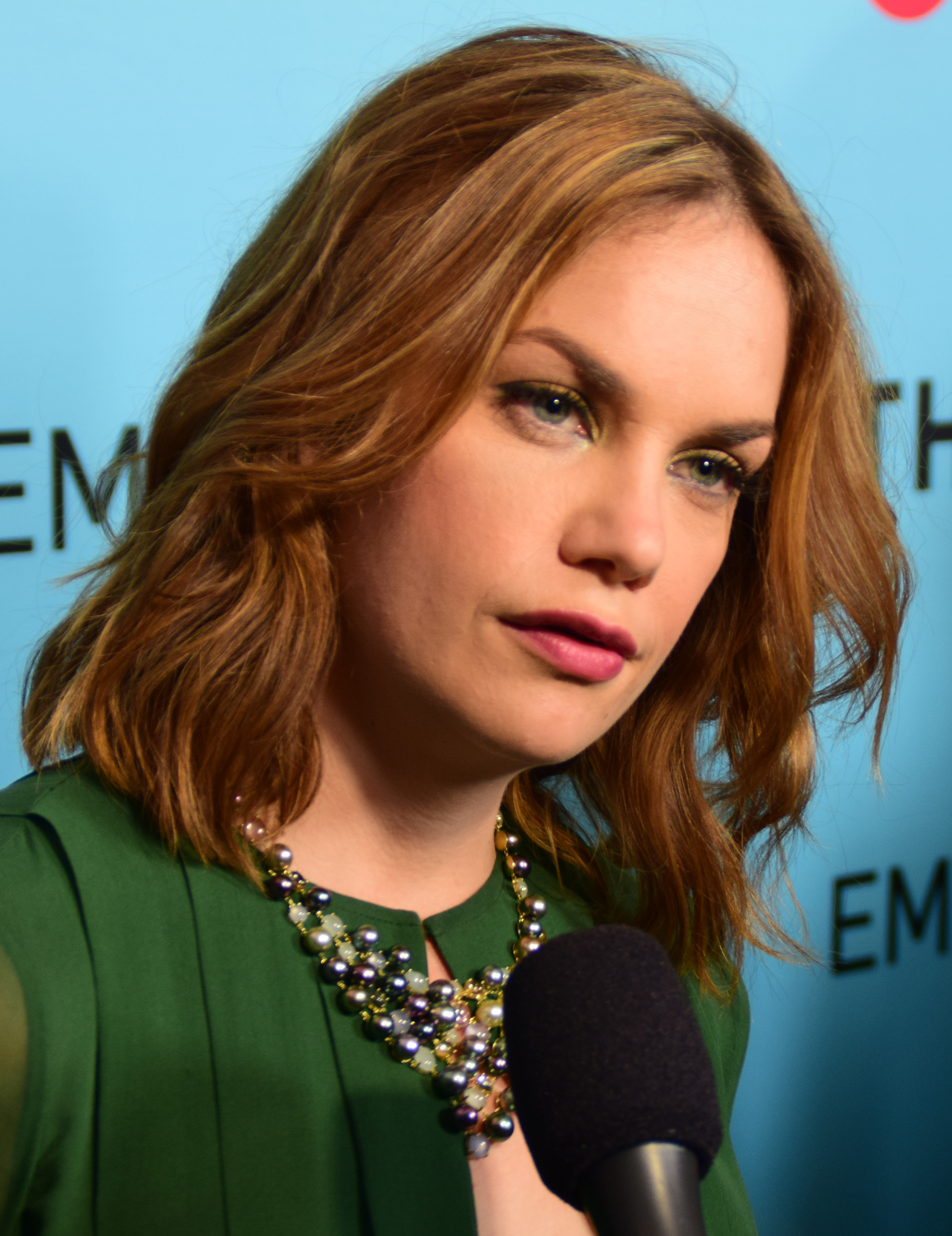
Ruth Wilson interpreta Alice Morgan
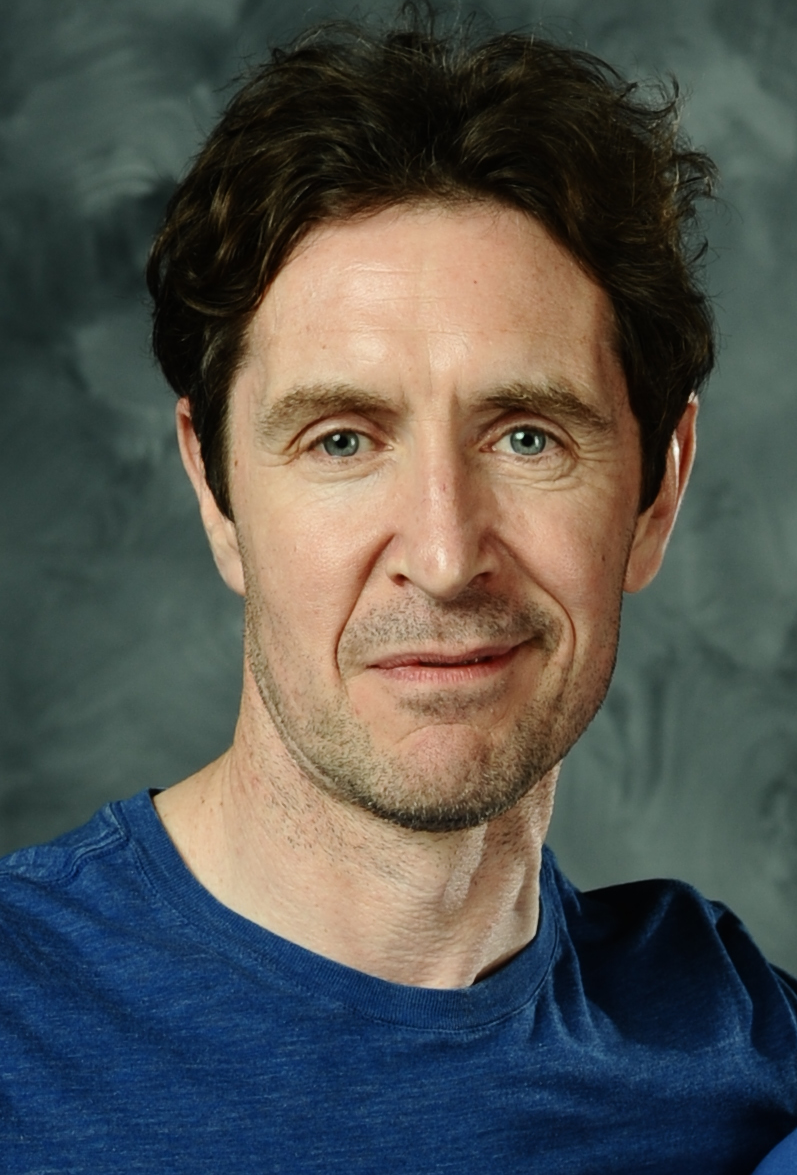
Paul McGann interpreta Mark North

## Produzione
Il suo creatore, Neil Cross, ha affermato che per il protagonista dello show, John Luther, si è ispirato sia a Sherlock Holmes sia al tenente Colombo: la natura dell'intelletto di Luther e la sua applicazione alla soluzione di crimini è paragonabile a quella di Holmes, mentre l'uso del format del "detective alla rovescia" (in cui viene rivelata fin dall'inizio l'identità dell'assassino, mentre la trama si concentra sulla cattura del criminale) si rifà agli episodi di Colombo.
Del suo personaggio, Idris Elba ha detto: «Sapete quando guardate il notiziario e vedete che qualcuno ha ucciso i suoi figli? e il tuo istinto è "se ce l'avessi sotto le mani!", ecco questo è quanto succede a Luther ma lui è un poliziotto, un uomo di legge e, quando ha tra le mani questi uomini, non sempre segue la procedura. Lui diventa vendicativo quanto un criminale».
La serie è stata girata tutta tra Londra e dintorni. La sigla di apertura è Paradise Circus dei Massive Attack, tratta dall'album Heligoland del 2010.

## Opere correlate
Nel 2011 Neil Cross ha pubblicato il romanzo prequel Luther: The Calling, raccontando gli eventi che portano all'inizio della prima stagione. In Italia è stato pubblicato da Rizzoli.
Il lungometraggio Luther: Verso l'inferno rappresenta una continuazione della serie. È stato distribuito in cinema selezionati negli Stati uniti nel 2023, prima della sua uscita in streaming il 10 marzo 2023 su Netflix. Interpretato da Idris Elba, Andy Serkis e Cynthia Erivo, il film è stato scritto da Neil Cross.